# 11019 Hansrott
11019 Hansrott eller 1984 HR är en asteroid i huvudbältet som upptäcktes den 25 april 1984 av den tjeckiske astronomen Antonín Mrkos vid Kleť-observatoriet i Tjeckien. Den är uppkallad efter den österrikiske kompositören och organisten Hans Rott.
Asteroiden har en diameter på ungefär 4 kilometer och den tillhör asteroidgruppen Nysa.